# Клитанк
Клитанк или Клитаний (V или VI век) — святой правитель Брекнока (Brycheiniog), что в Уэльсе. День памяти — 19 августа.
Святой мученик Клитаний упоминается в различных текстах, в том числе — в тексте XIX века сэра Томаса Даффуса Харди. Согласно преданию XIV века (Треченто), в него влюбилась дочь благородного человека и потому решила отвергнуть ряд других женихов. Один из них, движимый слепой ревностью, устроил св. Клитанию засаду во время охоты и убил его, когда тот стоял в укромном месте на молитве. Святой Клитаний был похоронен на месте своего мученичества. Там была воздвигнута церковь. Там через его заступничество были явлены многочисленные чудеса.